# Saint-Médard (Lot)
Pour les articles homonymes, voir Saint-Médard.
Ne pas confondre avec Saint-Médard-de-Presque, autre commune du département français du Lot.
Saint-Médard est une commune française, située dans l'ouest du département du Lot en région Occitanie.
Elle est également dans la Bouriane, une région naturelle sablonneuse et collinaire couverte de forêt avec comme essence principale des châtaigniers.
Exposée à un climat océanique altéré, elle est drainée par le Vert et par divers autres petits cours d'eau. La commune possède un patrimoine naturel remarquable composé de deux zones naturelles d'intérêt écologique, faunistique et floristique.
Saint-Médard est une commune rurale qui compte 190 habitants en 2022, après avoir connu un pic de population de 572 habitants en 1821. Elle fait partie de l'aire d'attraction de Cahors. Ses habitants sont appelés les Médardiens ou Médardiennes.

## Géographie
Commune de l'aire urbaine de Cahors située dans la région de la Bouriane, ce village est construit sur les hauteurs rocheuses au bord du Vert. Vallée orientée nord-est/sud-ouest. Le Vert est un affluent du Lot.

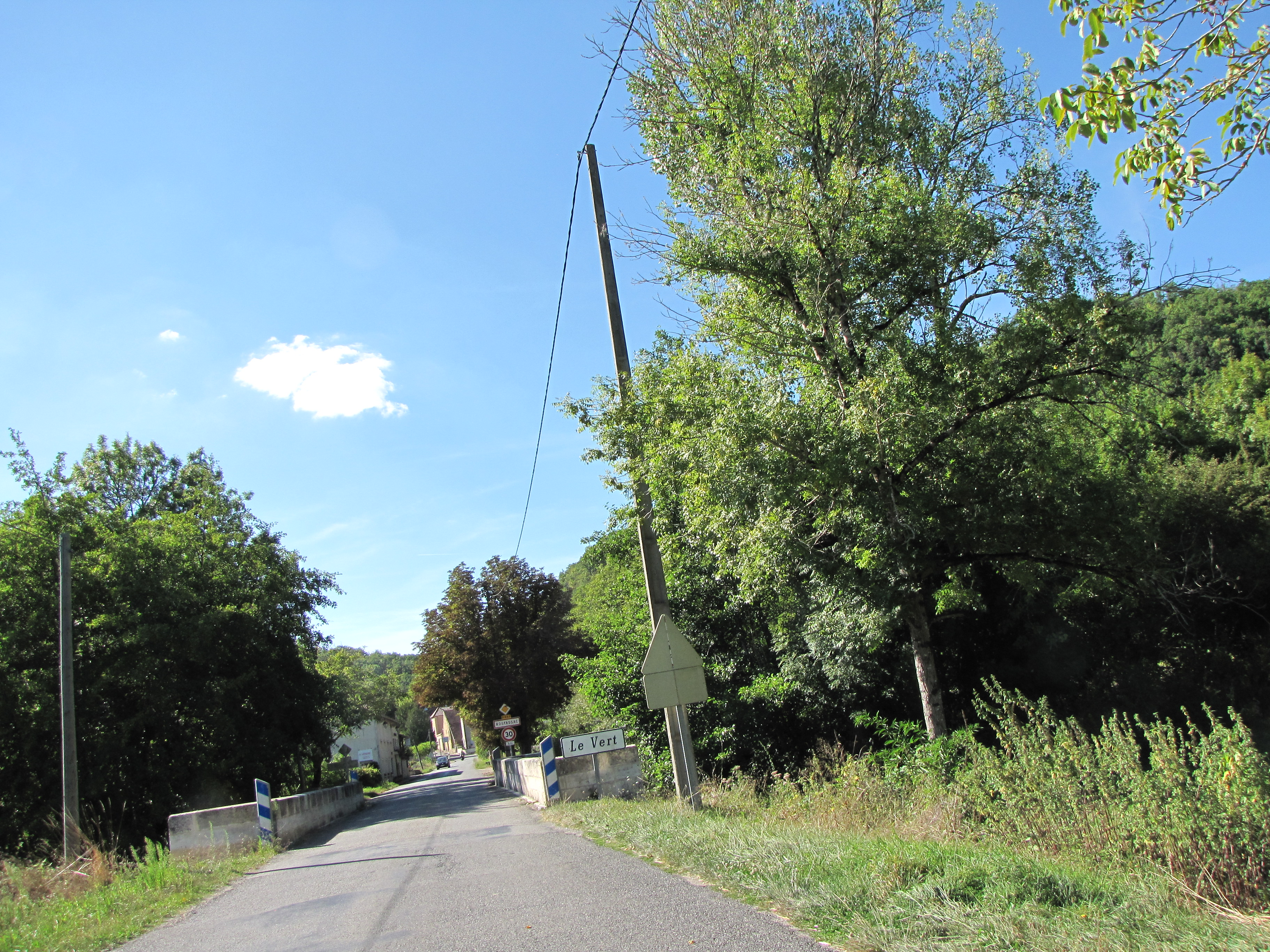
Entrée du hameau de Rostassac.

Lieux-dits ou hameaux : Rostassac.

### Communes limitrophes
Les communes limitrophes sont  Catus, Crayssac, Labastide-du-Vert, Montgesty et Pontcirq.
|                   | Montgesty    |          |
| Pontcirq          | Saint-Médard | Catus    |
| Labastide-du-Vert |              | Crayssac |

### Climat
Pour des articles plus généraux, voir Climat de l'Occitanie et Climat du Lot.
En 2010, le climat de la commune est de type climat océanique altéré, selon une étude s'appuyant sur une série de données couvrant la période 1971-2000. En 2020, Météo-France publie une typologie des climats de la France métropolitaine dans laquelle la commune est toujours exposée à un climat océanique altéré et est dans la région climatique Aquitaine, Gascogne, caractérisée par une pluviométrie abondante au printemps, modérée en automne, un faible ensoleillement au printemps, un été chaud (19,5 °C), des vents faibles, des brouillards fréquents en automne et en hiver et des orages fréquents en été (15 à 20 jours).
Pour la période 1971-2000, la température annuelle moyenne est de 12,4 °C, avec une amplitude thermique annuelle de 15,6 °C. Le cumul annuel moyen de précipitations est de 875 mm, avec 11,3 jours de précipitations en janvier et 6,1 jours en juillet. Pour la période 1991-2020, la température moyenne annuelle observée sur la station météorologique la plus proche, située sur la commune d'Anglars-Juillac à 9 km à vol d'oiseau, est de 13,5 °C et le cumul annuel moyen de précipitations est de 822,6 mm,. Pour l'avenir, les paramètres climatiques de la commune estimés pour 2050 selon différents scénarios d’émission de gaz à effet de serre sont consultables sur un site dédié publié par Météo-France en novembre 2022.

### Milieux naturels et biodiversité
L’inventaire des zones naturelles d'intérêt écologique, faunistique et floristique (ZNIEFF) a pour objectif de réaliser une couverture des zones les plus intéressantes sur le plan écologique, essentiellement dans la perspective d’améliorer la connaissance du patrimoine naturel national et de fournir aux différents décideurs un outil d’aide à la prise en compte de l’environnement dans l’aménagement du territoire.
Une ZNIEFF de type 1 est recensée sur la commune :
les « versants rocailleux des Devèzes et des Travers » (38 ha) et une ZNIEFF de type 2, :
la « vallée du Vert » (4 238 ha), couvrant 17 communes du département.

Cartes des ZNIEFF de type 1 et 2 à Saint-Médard.
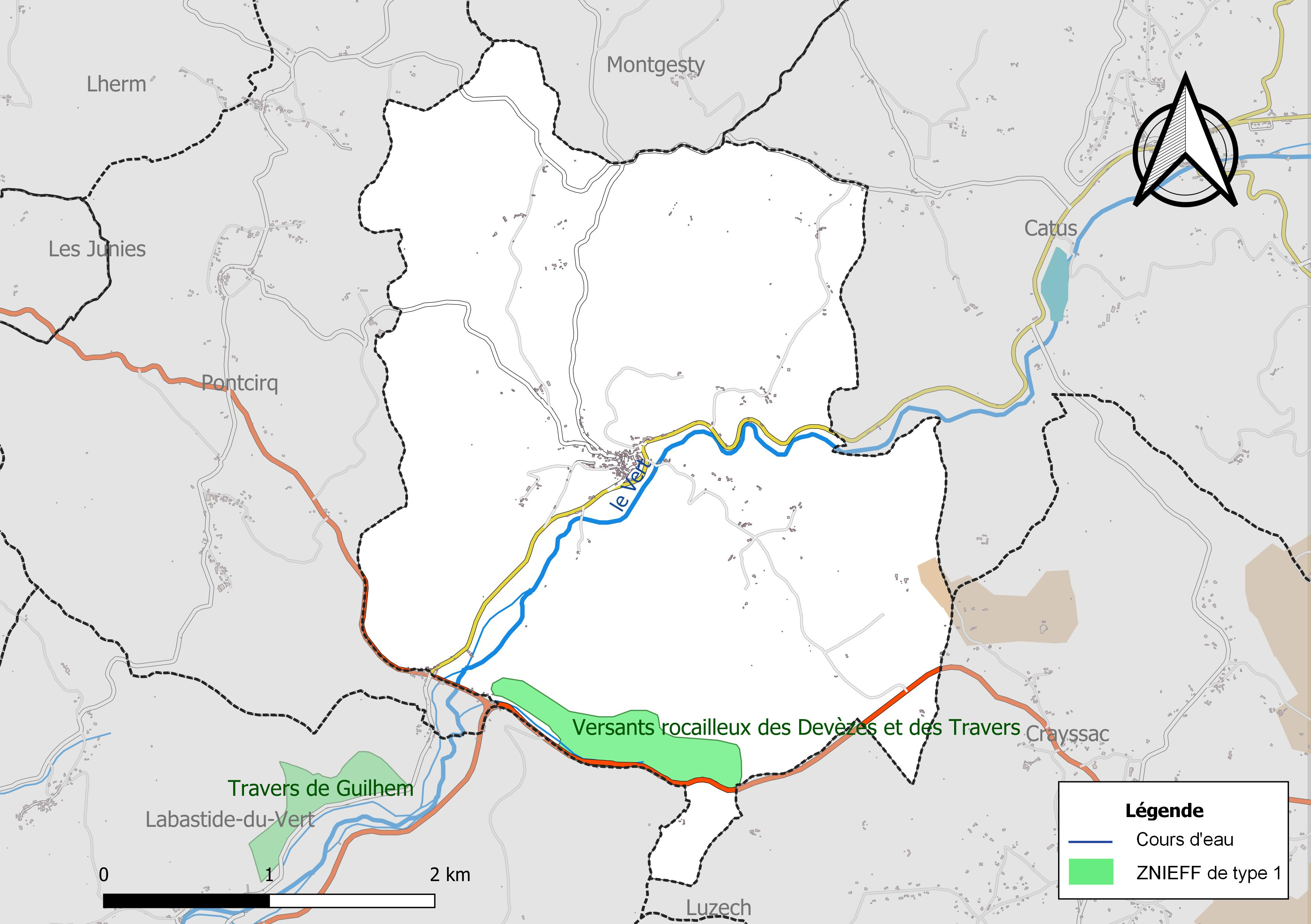
Carte de la ZNIEFF de type 1 sur la commune.
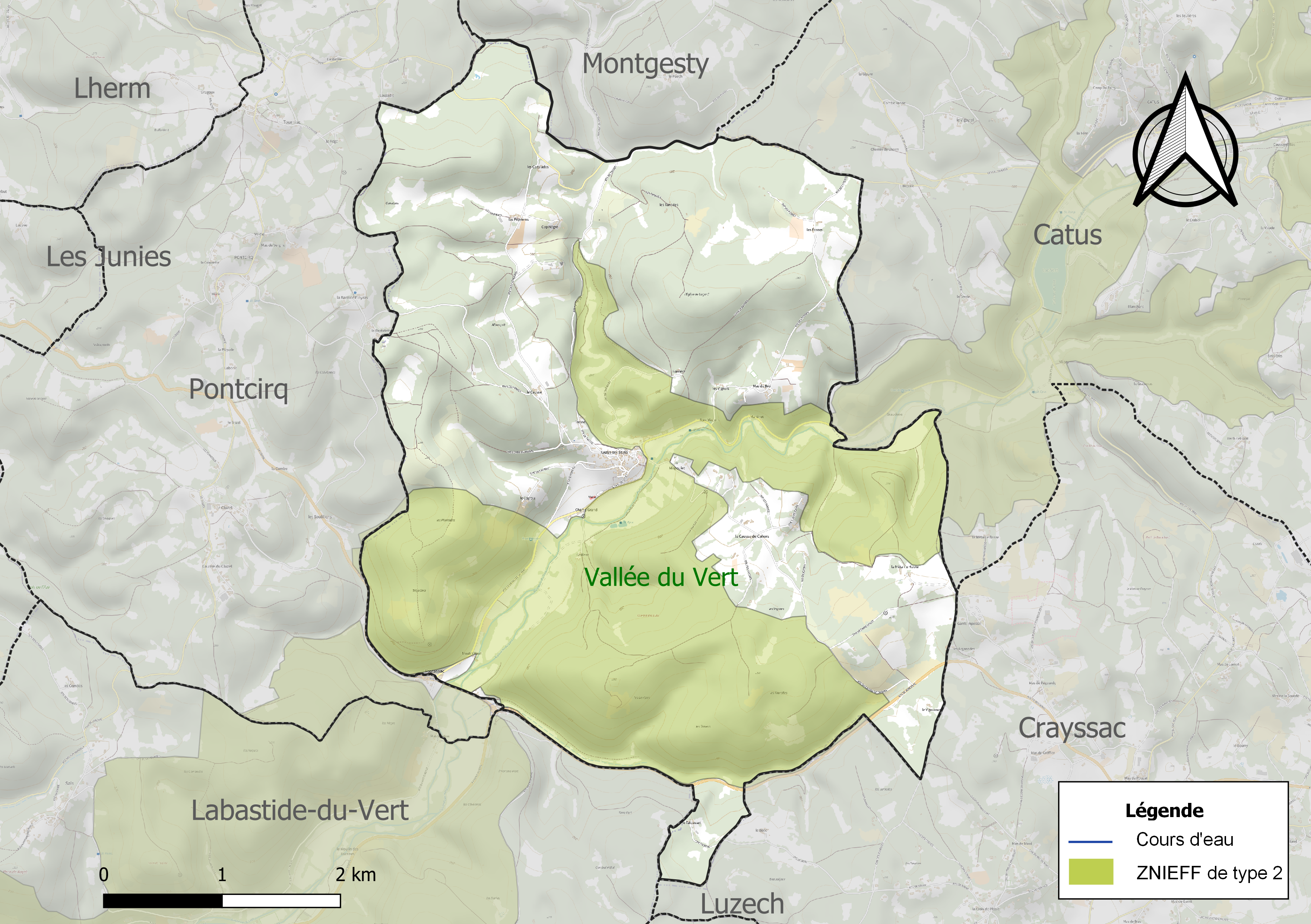
Carte de la ZNIEFF de type 2 sur la commune.

## Urbanisme

### Typologie
Au 1er janvier 2024, Saint-Médard est catégorisée commune rurale à habitat très dispersé, selon la nouvelle grille communale de densité à sept niveaux définie par l'Insee en 2022.
Elle est située hors unité urbaine. Par ailleurs la commune fait partie de l'aire d'attraction de Cahors, dont elle est une commune de la couronne,. Cette aire, qui regroupe 78 communes, est catégorisée dans les aires de 50 000 à moins de 200 000 habitants,.

### Occupation des sols
L'occupation des sols de la commune, telle qu'elle ressort de la base de données européenne d’occupation biophysique des sols Corine Land Cover (CLC), est marquée par l'importance des forêts et milieux semi-naturels (60,5 % en 2018), en augmentation par rapport à 1990 (58,8 %). La répartition détaillée en 2018 est la suivante :
forêts (59,1 %), zones agricoles hétérogènes (34,8 %), prairies (4,7 %), milieux à végétation arbustive et/ou herbacée (1,4 %). L'évolution de l’occupation des sols de la commune et de ses infrastructures peut être observée sur les différentes représentations cartographiques du territoire : la carte de Cassini (XVIIIe siècle), la carte d'état-major (1820-1866) et les cartes ou photos aériennes de l'IGN pour la période actuelle (1950 à aujourd'hui).

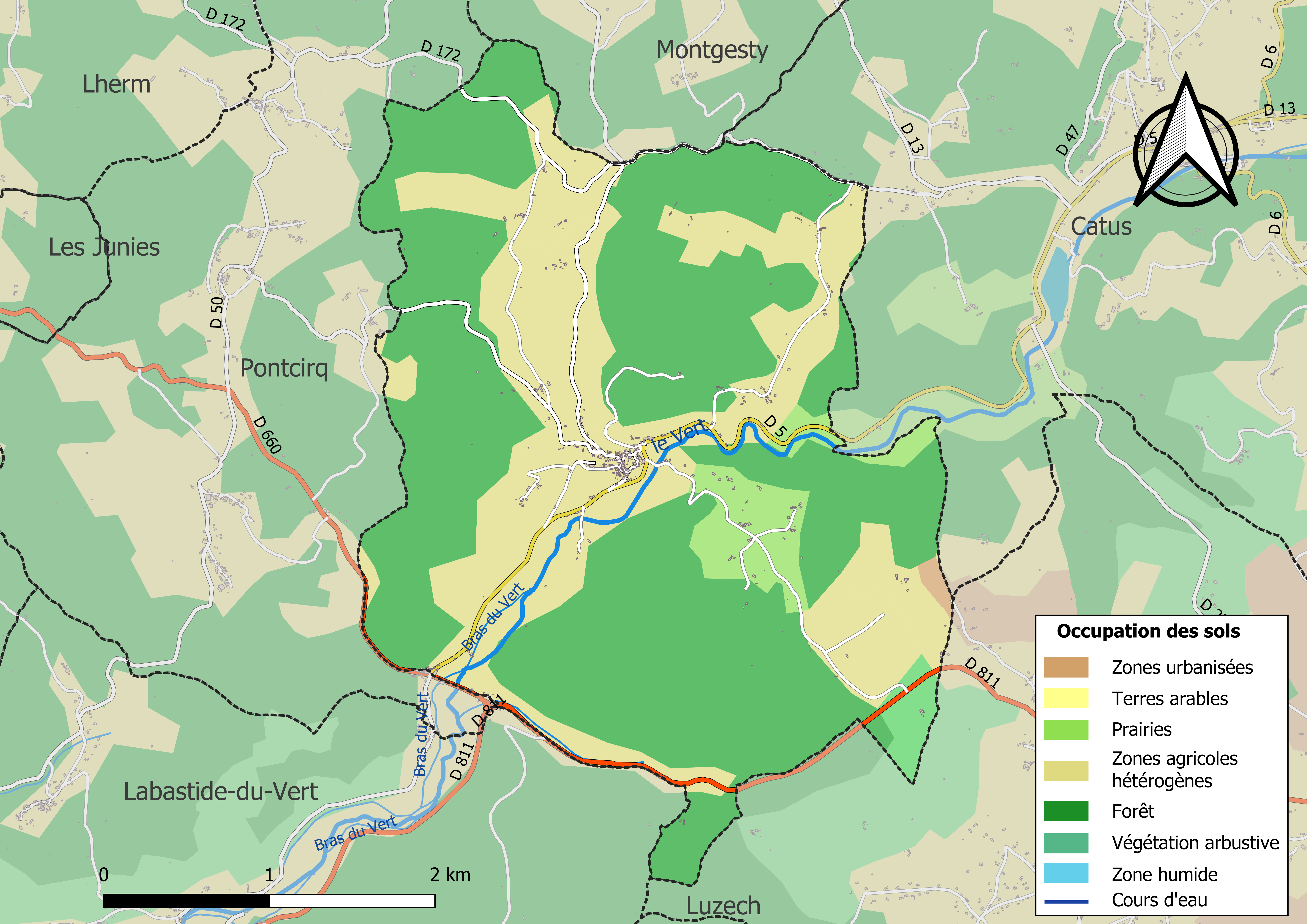
Carte des infrastructures et de l'occupation des sols de la commune en 2018 (CLC).

### Risques majeurs
Le territoire de la commune de Saint-Médard est vulnérable à différents aléas naturels : météorologiques (tempête, orage, neige, grand froid, canicule ou sécheresse), inondations, feux de forêts, mouvements de terrains et séisme (sismicité très faible). Il est également exposé à un risque technologique, le transport de matières dangereuses. Un site publié par le BRGM permet d'évaluer simplement et rapidement les risques d'un bien localisé soit par son adresse soit par le numéro de sa parcelle.

#### Risques naturels
Certaines parties du territoire communal sont susceptibles d’être affectées par le risque d’inondation par débordement de cours d'eau, notamment le Vert. La cartographie des zones inondables en ex-Midi-Pyrénées réalisée dans le cadre du XIe Contrat de plan État-région, visant à informer les citoyens et les décideurs sur le risque d’inondation, est accessible sur le site de la DREAL Occitanie. La commune a été reconnue en état de catastrophe naturelle au titre des dommages causés par les inondations et coulées de boue survenues en 1982, 1996 et 1999,.
Saint-Médard est exposée au risque de feu de forêt. Un plan départemental de protection des forêts contre les incendies a été approuvé par arrêté préfectoral le 30 novembre 2015 pour la période 2015-2025. Les propriétaires doivent ainsi couper les broussailles, les arbustes et les branches basses sur une profondeur de 50 mètres, aux abords des constructions, chantiers, travaux et installations de toute nature, situées à moins de 200 mètres de terrains en nature
de bois, forêts, plantations, reboisements, landes ou friches. Le brûlage des déchets issus de l’entretien des parcs et jardins des ménages et des collectivités est interdit. L’écobuage est également interdit, ainsi que les feux de type méchouis et barbecues, à l’exception de ceux prévus dans des installations fixes (non situées sous couvert d'arbres) constituant une dépendance d'habitation.

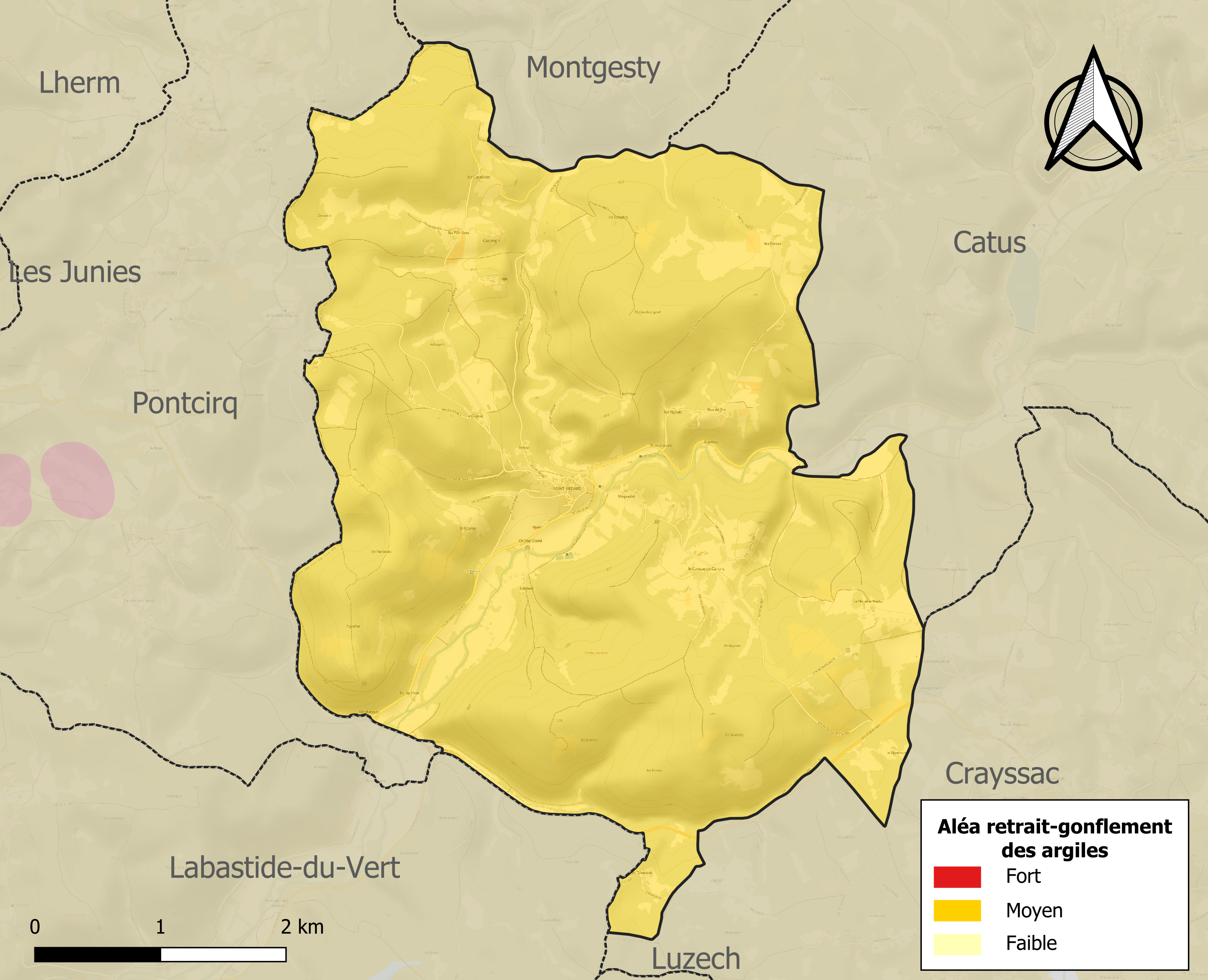
Carte des zones d'aléa retrait-gonflement des sols argileux de Saint-Médard.

Les mouvements de terrains susceptibles de se produire sur la commune sont des affaissements et effondrements liés aux cavités souterraines (hors mines) et des éboulements, chutes de pierres et de blocs. Par ailleurs, afin de mieux appréhender le risque d’affaissement de terrain, l'inventaire national des cavités souterraines permet de localiser celles situées sur la commune.
Le retrait-gonflement des sols argileux est susceptible d'engendrer des dommages importants aux bâtiments en cas d’alternance de périodes de sécheresse et de pluie. La totalité de la commune est en aléa moyen ou fort (67,7 % au niveau départemental et 48,5 % au niveau national). Sur les 149 bâtiments dénombrés sur la commune en 2019, 149 sont en aléa moyen ou fort, soit 100 %, à comparer aux 72 % au niveau départemental et 54 % au niveau national. Une cartographie de l'exposition du territoire national au retrait gonflement des sols argileux est disponible sur le site du BRGM,.
Par ailleurs, afin de mieux appréhender le risque d’affaissement de terrain, l'inventaire national des cavités souterraines permet de localiser celles situées sur la commune.
Concernant les mouvements de terrains, la commune a été reconnue en état de catastrophe naturelle au titre des dommages causés par des mouvements de terrain en 1999.

#### Risques technologiques
Le risque de transport de matières dangereuses sur la commune est lié à sa traversée par une route à fort trafic. Un accident se produisant sur une telle infrastructure est susceptible d’avoir des effets graves sur les biens, les personnes ou l'environnement, selon la nature du matériau transporté. Des dispositions d’urbanisme peuvent être préconisées en conséquence.

## Toponymie
Le toponyme Saint-Médard, en occitan Sent Medard, est basé sur l'hagiotoponyme chrétien Médard (Medardus) évêque de Noyon. Pendant la révolution, la commune s'appelait Prévert.

## Politique et administration
| Période                                  | Période | Identité             | Étiquette | Qualité                  |
| ---------------------------------------- | ------- | -------------------- | --------- | ------------------------ |
|                                          | 2001    | René Murat           |           |                          |
| mars 2001                                | 2006    | Jean-Pierre Lauterie |           |                          |
| 2006                                     | 2013    | Serge Rigal          | PS        | président du departement |
| 2013                                     | 2020    | Pierre Fernandez     |           |                          |
| Les données manquantes sont à compléter. |         |                      |           |                          |

## Démographie
| 1793 | 1800 | 1806 | 1821 | 1831 | 1836 | 1841 | 1846 | 1851 |
| ---- | ---- | ---- | ---- | ---- | ---- | ---- | ---- | ---- |
| 525  | 523  | 558  | 572  | 512  | 540  | 496  | 525  | 561  |

| 1856 | 1861 | 1866 | 1872 | 1876 | 1881 | 1886 | 1891 | 1896 |
| ---- | ---- | ---- | ---- | ---- | ---- | ---- | ---- | ---- |
| 523  | 520  | 495  | 507  | 505  | 463  | 429  | 406  | 401  |

| 1901 | 1906 | 1911 | 1921 | 1926 | 1931 | 1936 | 1946 | 1954 |
| ---- | ---- | ---- | ---- | ---- | ---- | ---- | ---- | ---- |
| 383  | 365  | 345  | 277  | 229  | 202  | 193  | 161  | 151  |

| 1962 | 1968 | 1975 | 1982 | 1990 | 1999 | 2006 | 2007 | 2012 |
| ---- | ---- | ---- | ---- | ---- | ---- | ---- | ---- | ---- |
| 153  | 134  | 107  | 138  | 136  | 153  | 163  | 164  | 160  |

| 2017 | 2022 | - | - | - | - | - | - | - |
| ---- | ---- | - | - | - | - | - | - | - |
| 177  | 190  | - | - | - | - | - | - | - |

## Économie

### Revenus
En 2018, la commune compte 82 ménages fiscaux, regroupant 162 personnes. La médiane du revenu disponible par unité de consommation est de 21 960 € (20 740 € dans le département).

### Emploi
|                | 2008  | 2013   | 2018  |
| -------------- | ----- | ------ | ----- |
| Commune        | 5,3 % | 10,8 % | 8,2 % |
| Département    | 7,3 % | 8,9 %  | 9,6 % |
| France entière | 8,3 % | 10 %   | 10 %  |

En 2018, la population âgée de 15 à 64 ans s'élève à 98 personnes, parmi lesquelles on compte 77,3 % d'actifs (69,1 % ayant un emploi et 8,2 % de chômeurs) et 22,7 % d'inactifs,. Depuis 2008, le taux de chômage communal (au sens du recensement) des 15-64 ans est inférieur à celui de la France et du département.
La commune fait partie de la couronne de l'aire d'attraction de Cahors, du fait qu'au moins 15 % des actifs travaillent dans le pôle,. Elle compte 23 emplois en 2018, contre 21 en 2013 et 26 en 2008. Le nombre d'actifs ayant un emploi résidant dans la commune est de 69, soit un indicateur de concentration d'emploi de 33 % et un taux d'activité parmi les 15 ans ou plus de 49,7 %.
Sur ces 69 actifs de 15 ans ou plus ayant un emploi, 15 travaillent dans la commune, soit 22 % des habitants. Pour se rendre au travail, 87 % des habitants utilisent un véhicule personnel ou de fonction à quatre roues, 1,4 % les transports en commun, 1,4 % s'y rendent en deux-roues, à vélo ou à pied et 10,1 % n'ont pas besoin de transport (travail au domicile).

### Activités hors agriculture
15 établissements sont implantés à Saint-Médard au 31 décembre 2019.
Le secteur du commerce de gros et de détail, des transports, de l'hébergement et de la restauration est prépondérant sur la commune puisqu'il représente 46,7 % du nombre total d'établissements de la commune (7 sur les 15 entreprises implantées à Saint-Médard), contre 29,9 % au niveau départemental.

### Agriculture
|               | 1988 | 2000 | 2010 | 2020 |
| ------------- | ---- | ---- | ---- | ---- |
| Exploitations | 12   | 5    | 4    | 4    |
| SAU (ha)      | 165  | 60   | 76   | 122  |

La commune est dans les Causses », une petite région agricole occupant une grande partie centrale du département du Lot. En 2020, l'orientation technico-économique de l'agriculture  sur la commune est l'élevage d'ovins ou de caprins. Quatre exploitations agricoles ayant leur siège dans la commune sont dénombrées lors du recensement agricole de 2020 (12 en 1988). La superficie agricole utilisée est de 122 ha,,.

## Culture locale et patrimoine

### Lieux et monuments
- L'église Saint-Médard de Saint-Médard du XIIe siècle. L'édifice est référencé dans la base Mérimée et à l'Inventaire général de la région Occitanie[30]. (à ne pas confondre avec l'église Saint-Médard de Saint-Médard-de-Presque, Lot). L'église qui fut dès 1113 une possession du prieuré de Catus. L’église romane, en partie conservée, est transformée vers 1500 notamment par l’adjonction d’un portail ouest. Agrandie en 1854, elle est alors réorientée nord-sud, ce qui explique que le clocher actuel repose sur l’ancien chevet roman. Son mobilier, remarquable, se compose notamment d’un retable complet qui pourrait être l’œuvre du célèbre atelier Tournié, de Gourdon, d’un exceptionnel confessionnal du XVIIIe siècle et d’un bénitier du XVIIe s.[31] ;
- Manoir du Rouergou[32], monument historique classe a l'inventaire supplémentaire des monuments historique.

### Personnalités liées à la commune
- Jean Vassal, né à Saint-Médard.
- Marguerite II de Danemark par alliance, avec Henri de Laborde de Monpezat.